# Героическая нагота
Героическая нагота (Идеальная нагота) — концепция антиковедения, описывающая использование наготы (обнажённого тела) в классической скульптуре для демонстрации фигур, которые могут быть правителями, героями, божествами или мифологическими существами.
Данная традиция в культуре началась в архаической и древней Греции и продолжилась в эллинистическом и римском искусстве.

## История
Ещё в V веке до нашей эры, когда появились первые спортивные залы или спортивные гимнасии, уже была широко распространена спортивная нагота; само слово «гимнастика» происходит от греческого слова [gymnos] — «голый, обнажённый».
Тенденция изображать обнажённое тело как героическую или идеальную наготу началась в период архаической Греции (800—480 годы до н. э.). Данная концепция работала как для мужских (Марс, Сатир), так и для женских изображений (Венера, Аврора) мифологических персонажей. Позже в неё была добавлена нагота доблестных бойцов, побежденных в битве с варварами, например работа «Умирающий галл».
Исчезнувшая на протяжении почти всего средневековья концепция героической наготы была воссоздана в искусстве последующего периода, как пример добродетели (истины, красоты и добра), воплощенной в обнаженном теле мужчины или женщины. Между концом XVIII и началом XIX века героическая нагота представляла собой идеальное изображение великих людей.
Также активно эта идея реализовывалась в эпоху Возрождения и неоклассицизма, когда классическое наследие сильно влияло на все формы высокого искусства: очень известны героические обнаженные фигуры Микеланджело Буонарроти, Антонио Кановы и других мастеров.

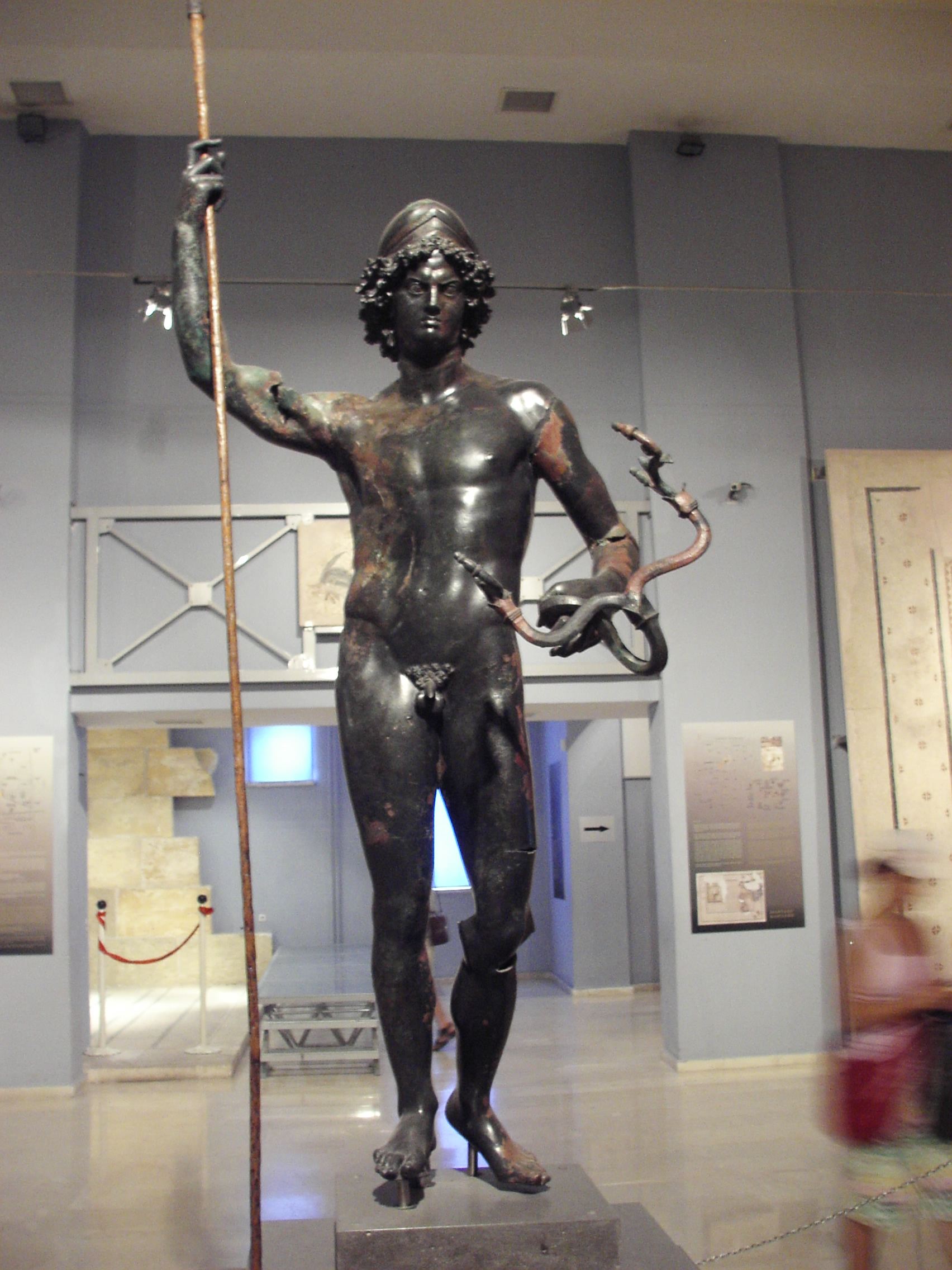
Марс
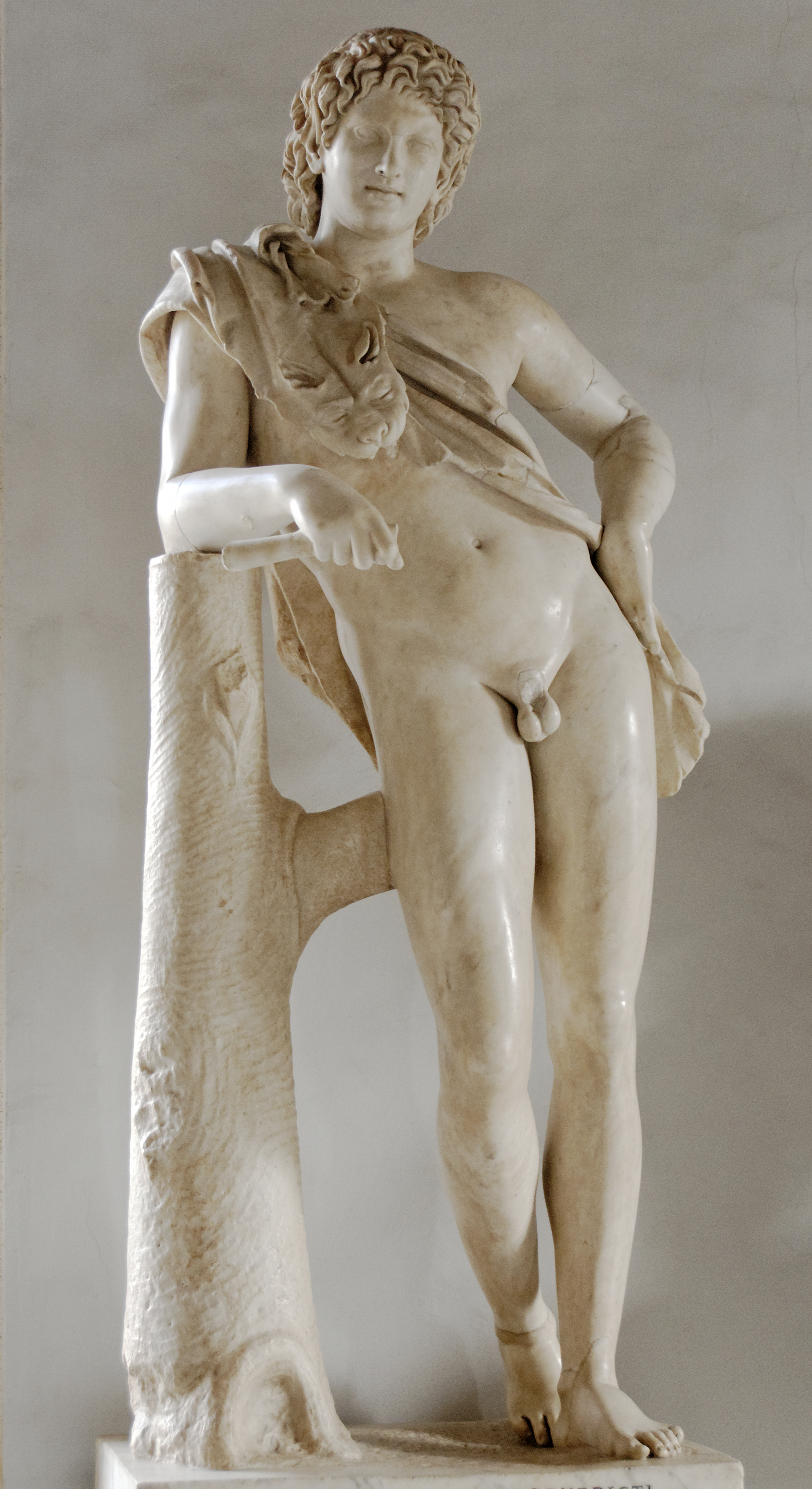
Сатир
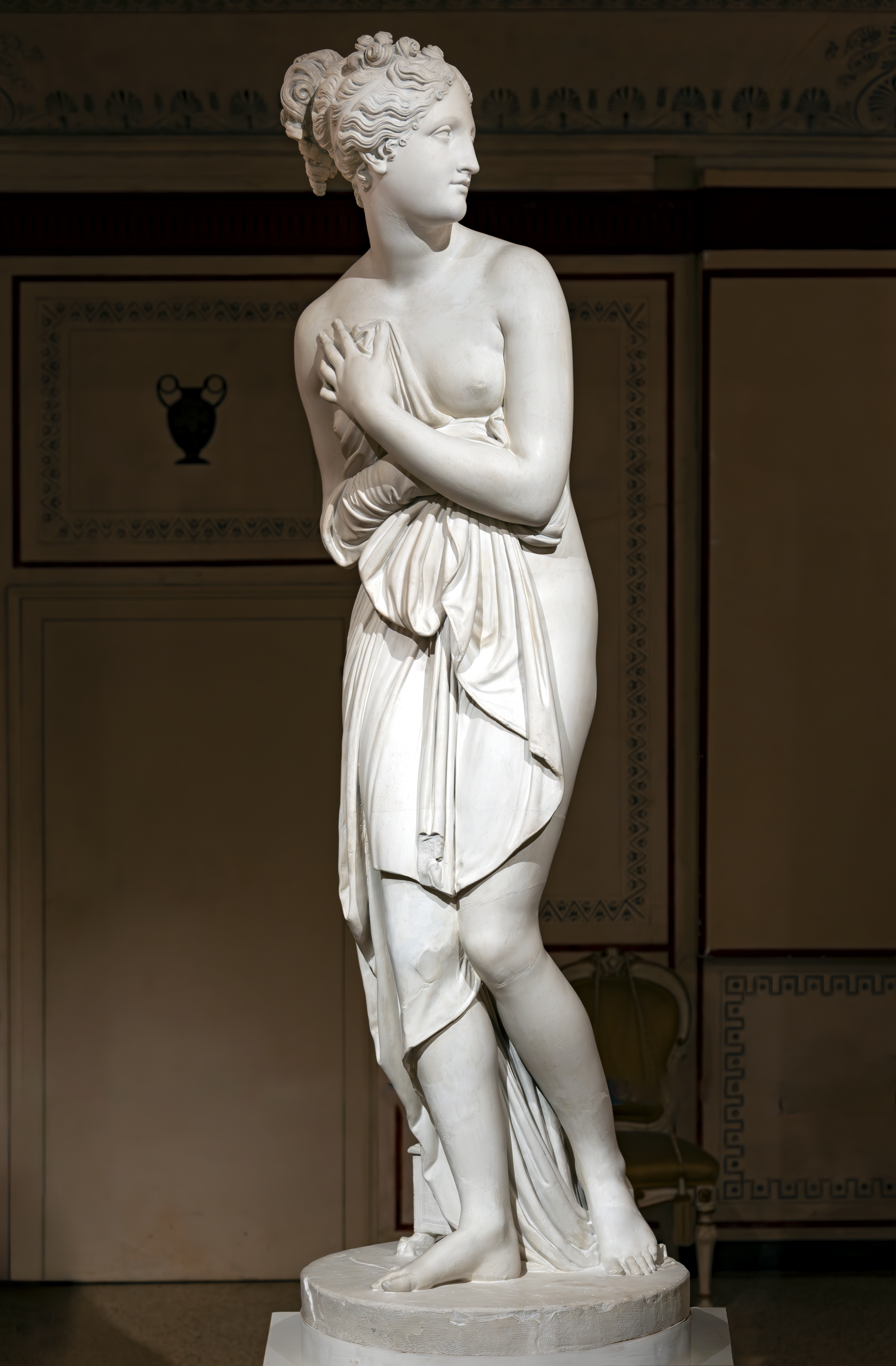
Венера
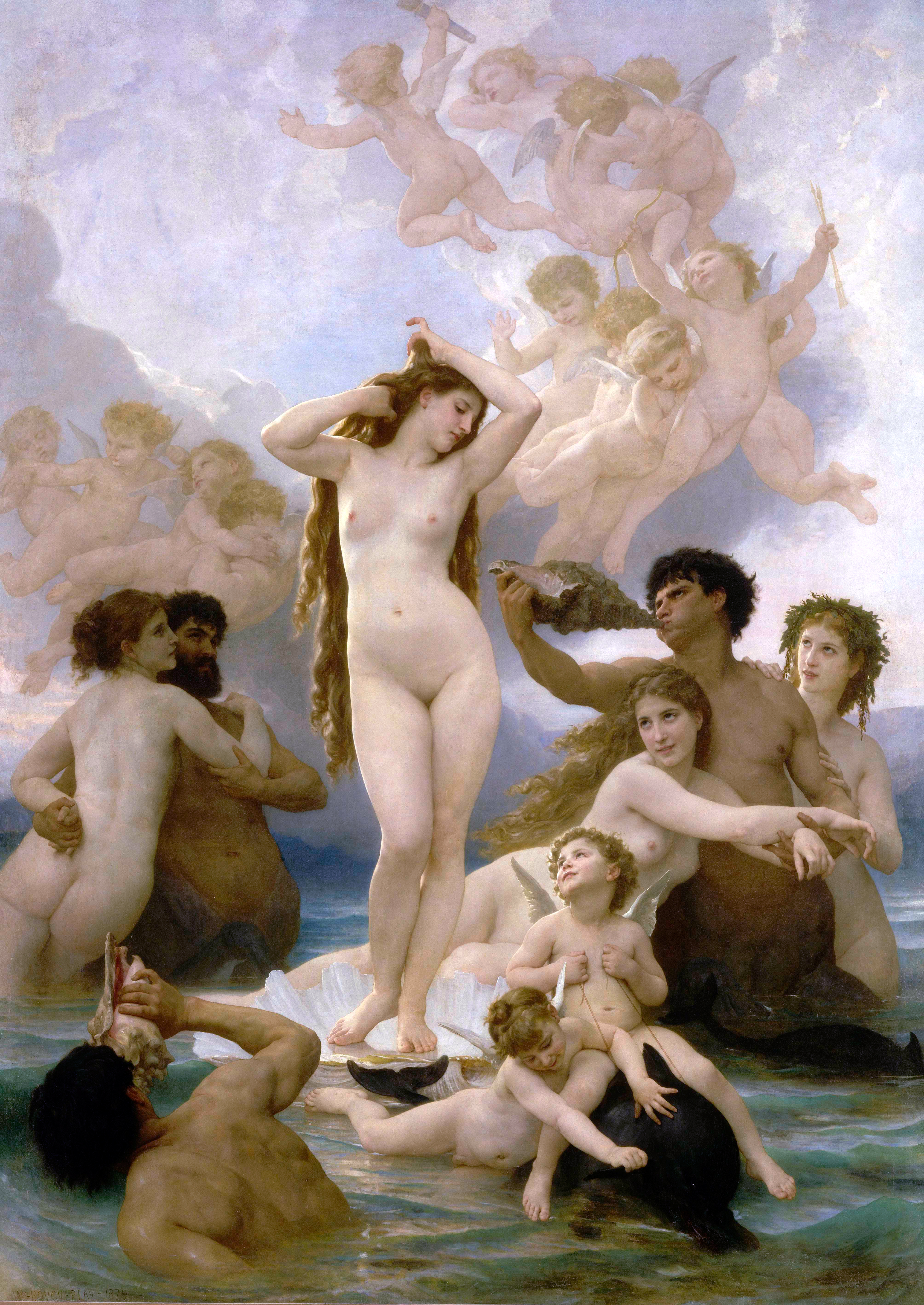
Венера
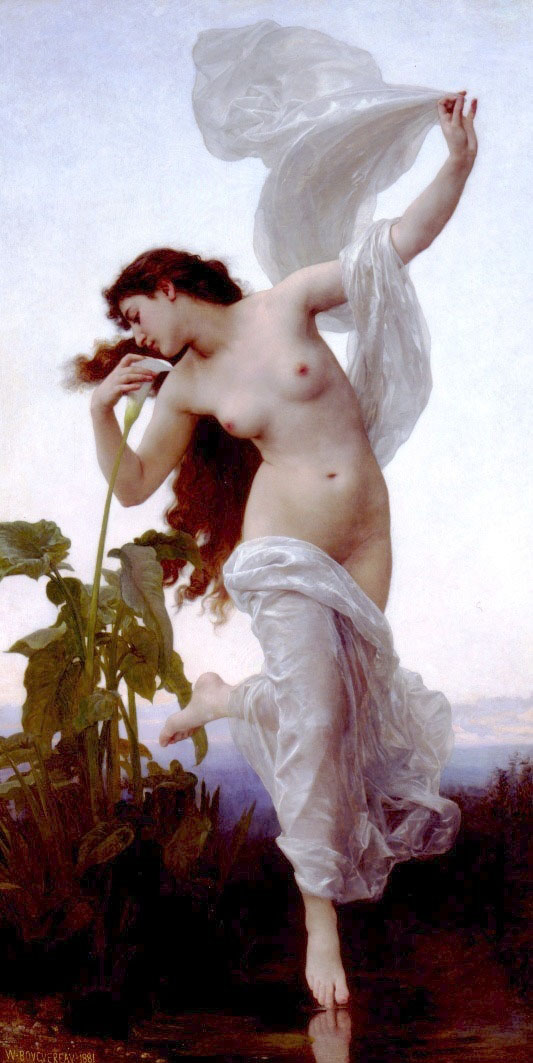
Аврора
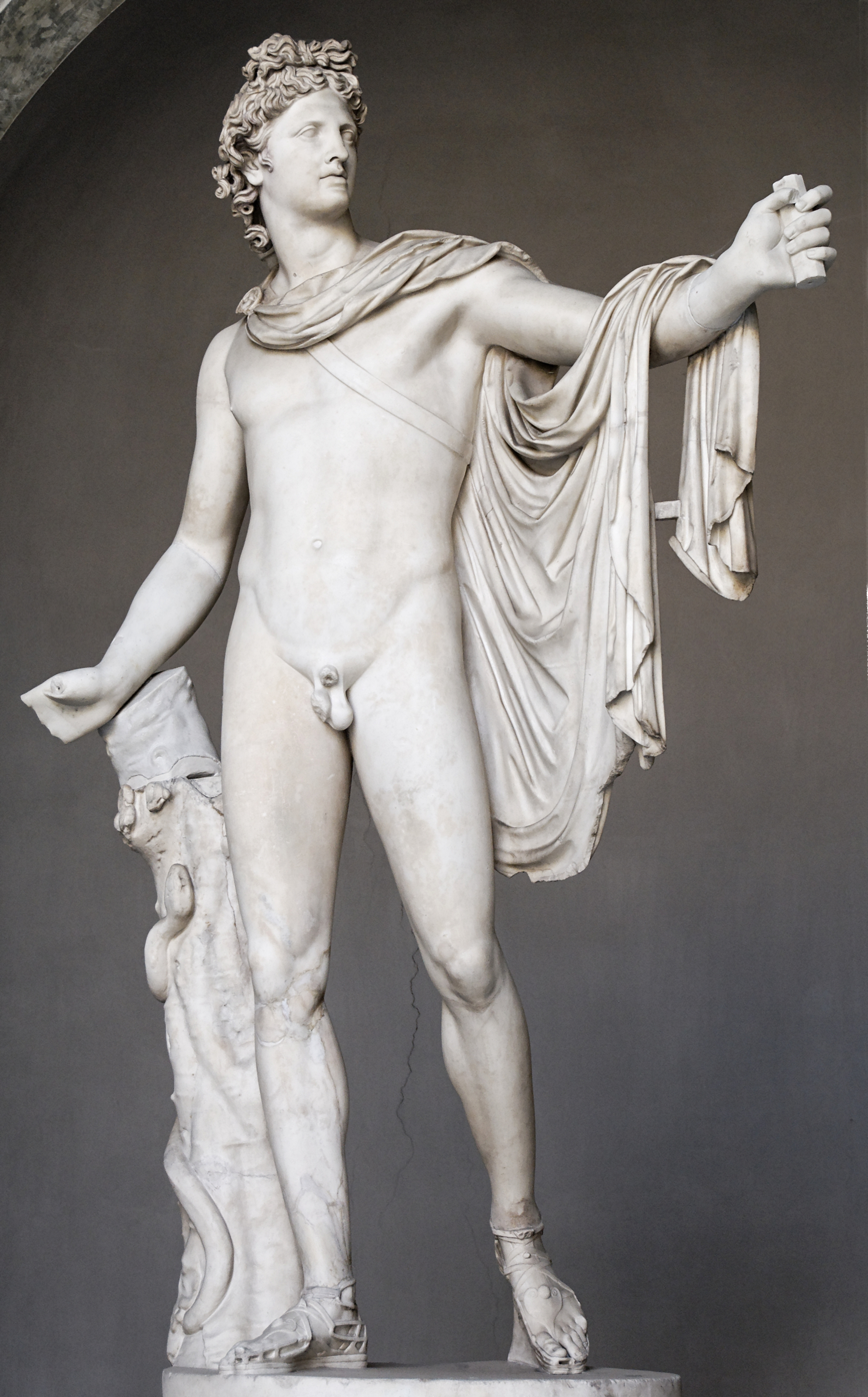
Аполлон